# Sommer-Paralympics 2024/Teilnehmer (Sierra Leone)
| stlisierte Goldmedaille | stlisierte Silbermedaille | stlisierte Bronzemedaille |
| ----------------------- | ------------------------- | ------------------------- |
| —                       | —                         | —                         |

Sierra Leone entsandte für die Paralympischen Spiele 2024 in Paris einen Leichtathleten.

## Teilnehmer

### Leichtathletik
| Athleten       | Klassifizierung | Wettbewerb | Finale       | Finale |
| Athleten       | Klassifizierung | Wettbewerb | Weite        | Rang   |
| -------------- | --------------- | ---------- | ------------ | ------ |
| Männer         |                 |            |              |        |
| George Wyndham | F57             | Speerwurf  | 15,07 m (PB) | 11     |

PB: Persönliche Bestleistung